# San Isidro, Huixtán
San Isidro är en ort i Mexiko.   Den ligger i kommunen Huixtán och delstaten Chiapas, i den sydöstra delen av landet, 800 km öster om huvudstaden Mexico City. San Isidro ligger 1 752 meter över havet och antalet invånare är 169.
Terrängen runt San Isidro är huvudsakligen kuperad. San Isidro ligger nere i en dal. Runt San Isidro är det glesbefolkat, med 17 invånare per kvadratkilometer. Närmaste större samhälle är Chanal, 14,3 km öster om San Isidro. I omgivningarna runt San Isidro växer huvudsakligen savannskog.